# 大町克士
大町 克士（おおまち かつし、1968年〈昭和43年〉1月30日 - ）は、日本の海上自衛官。第53代自衛艦隊司令官。

## 略歴
岡山県出身。防衛大学校（第34期）を卒業後、海上自衛隊に入隊。職種は回転翼操縦士で、入隊後は主に航空隊や海上幕僚監部等で勤務したのち、第22航空群司令、海幕防衛部長、教育航空集団司令官、海上自衛隊補給本部長等の要職を歴任し、2024年（令和6年）7月12日の閣議において、7月19日付をもって第53代自衛艦隊司令官に任命する旨の人事が了承・発令された。

## 年譜
- 1990年（平成02年）3月：防衛大学校第34期（航空工学）卒業、海上自衛隊入隊
- 2004年（平成16年）7月：2等海佐
- 2006年（平成18年）3月：第122飛行隊長
- 2007年（平成19年）5月：海上幕僚監部防衛部防衛課勤務
- 2009年（平成21年）1月1日：1等海佐
- 2010年（平成22年）
  - 9月：海上幕僚監部監察官付
  - 11月：海上自衛隊幹部学校計画課国際計画班長
- 2012年（平成24年）
  - 4月：海上幕僚監部人事教育部人事計画課 兼 統合幕僚監部防衛計画部防衛課
  - 8月：海上幕僚監部人事教育部人事計画課要員班長
- 2013年（平成25年）
  - 3月：海上幕僚監部人事教育部人事計画課人事計画調整官 兼 要員班長
  - 8月：第22航空隊司令
- 2014年（平成26年）8月5日：海上幕僚監部防衛部防衛課長
- 2015年（平成27年）8月4日：海将補に昇任、第22航空群司令[3]
- 2018年（平成30年）3月27日：海上自衛隊幹部学校副校長[4]
- 2020年（令和02年）8月25日：海上幕僚監部防衛部長[5]
- 2022年（令和04年）3月30日：海将に昇任、第47代 教育航空集団司令官に就任[6]
- 2024年（令和06年）
  - 3月28日：第18代 海上自衛隊補給本部長に就任[7]
  - 7月19日：第53代 自衛艦隊司令官に就任[2]

## 栄典
- 国家功労勲章シュヴァリエ - 2023年（令和5年）1月19日[8]